# Pecilotermia

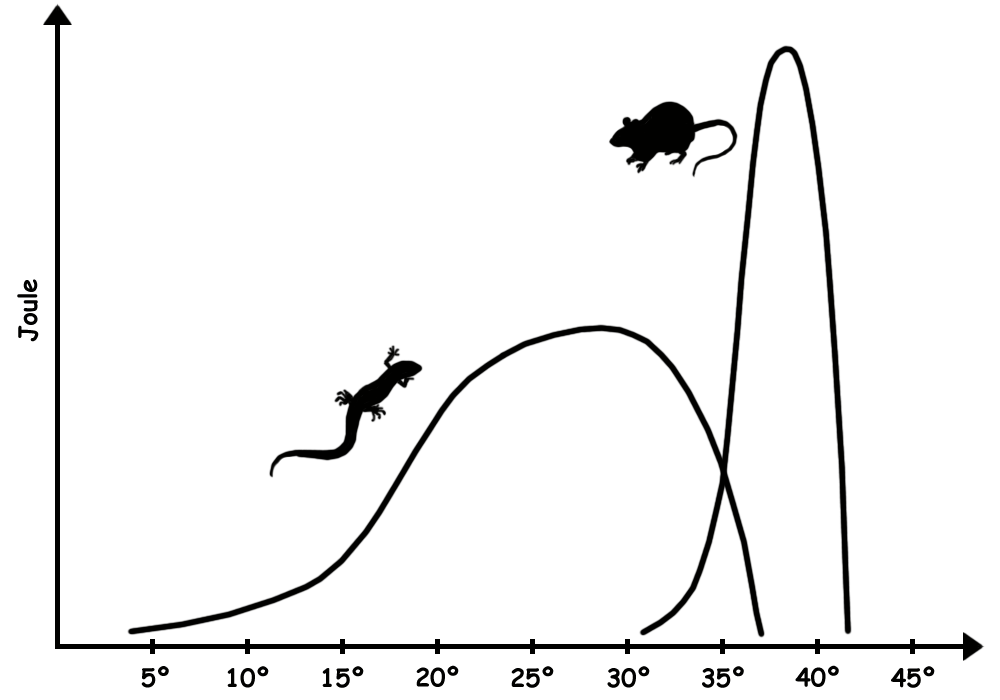
Confronto tra temperatura corporea ed energia disponibile per un animale pecilotermo (lucertola, a sinistra) e un animale Omeotermo (topo, a destra).

La pecilotermia è la condizione degli organismi viventi la cui temperatura corporea non si discosta molto da quella dell'ambiente e quindi varia molto nel tempo. È un tipo di termoregolazione, il cui contrario è chiamato omeotermia. Questi animali sono impropriamente chiamati a sangue freddo. Rappresenta, con il bradimetabolismo, uno dei due sistemi di termoregolazione degli animali ectotermi.